# Машек, Лукаш
Лукаш Машек (чеш. Lukáš Mašek; род. 8 мая 2004, Млада-Болеслав) — чешский футболист, полузащитник клуба «Млада-Болеслав».

## Клубная карьера
Машек — воспитанник клуба «Млада-Болеслав». 8 ноября 2020 года в матче против пражской «Славии» он дебютировал в Первой лиге. 29 октября 2022 года в поединке против «Баника» Лукаш забил свой первый гол за «Младу-Болеслав». 